# Флиасия
Флиасия (др.-греч. Φλιασία) — область Древней Греции, известная также под названием Арайтирия, или Арантия.

## Этимология названия
Последнее название объясняет Павсаний в своём труде «Описание Эллады»: «В этой земле первым местным жителем, говорят, был Арант (Земледелец); он и город выстроил на том холме, который еще до моего времени назывался Арантовым; этот холм находился на небольшом расстоянии от другого холма, на котором у флиасийцев выстроены акрополь и храм Гебы. Так вот здесь он построил город и от него в древности и земля и город назывались Арантия».

## География
Граничила на севере с Сикионией, на западе — с Аркадией, на востоке и юге — с Арголидой. Главный город — Флиунт. Павсаний: «Флиасия погранична с областью Сикиона, и ее город отстоит от Титаны приблизительно на сорок стадиев; ровная дорога ведет из Сикиона во Флиунт».

### Рельеф
Большую часть области составляла равнина, окружённая со всех сторон высокими горами и имевшая форму треугольника с вершиной, обращенной на север, окаймленного на востоке Трикараном (до сих пор сохранившим это название), на юге — Келоссой и Карнеатом (ныне Мегаловуно). У подножия Карнеата берёт начало единственная в области река Асоп (ныне река Св. Георгия). Павсаний: «В его [Аранта] царствование Асоп, считавшийся сыном Келусы и Посейдона, открыл реку, которую и поныне по имени открывшего ее называют Асопом. Могила Аранта находится в местечке Келеях, где, говорят, был похоронен и элевсинец Дисавл. У Аранта был сын Аорис и дочь Арефирея. Флиасийцы говорят о них, что они были опытны в охоте и храбры на войне. Так как Арефирея умерла раньше, то Аорис в память сестры наименовал эту страну Арефиреей».

### Население
Население, состоявшее первоначально из ионян и потом из дорийцев, было довольно многочисленно. Павсаний: «Что жители Флиунта не родственны аркадянам, ясно из слов той песни Гомера, где он, перечисляя аркадян, не упоминает о флиасийцах в списке аркадян, а что вначале они были аргивянами, впоследствии же при возвращении Гераклидов в Пелопоннес стали дорянами, это станет ясным из дальнейшего хода моего рассказа. Различные сказания известны мне о жителях Флиунта; из них я воспользуюсь теми, которые наиболее широко распространены».

## Государственный строй
Государственное устройство было аристократическим, за исключением коротких перерывов; поэтому Флиасия до конца Пелопоннесской войны была на стороне спартанцев. 200 флиасийцев сражались вместе с Леонидом, 1 тысяча сражалась при Платеях. Во время Пелопоннесской войны на площади собралось 6 тысяч граждан, готовых выступить против Аргоса. Лишь в позднейшее время спартанцы возвратили власть изгнанным в 394 году до н. э. олигархам. Примеры храбрости и приверженности флиасийцев к Спарте приводит Ксенофонт. Позднее Флиасия входила в Ахейский союз.

## Достопримечательности
У местечка Келей, в 20 км к югу от Флианта, находился храм Деметры, где каждые 4 года праздновались мистерии. Полибий: «От города приблизительно в пяти стадиях находятся Келеи; здесь каждый четвертый год, а не каждый год, совершаются таинства в честь Деметры».